# Poruba (Hustopeče nad Bečvou)
Poruba je vesnice, část městyse Hustopeče nad Bečvou v okrese Přerov. Nachází se asi 2 km na východ od Hustopečí nad Bečvou. V roce 2009 zde bylo evidováno 69 adres. V roce 2001 zde trvale žilo 197 obyvatel.
Poruba leží v katastrálním území Poruba nad Bečvou o rozloze 4,09 km2.

## Historie
První písemná zmínka o obci pochází z roku 1351.

## Pamětihodnosti
- Větrný mlýn Poruba
- Hospoda Buda